# Сантьяго П'єротті
Сантьяго П'єротті (ісп. Santiago Pierotti, нар. 3 квітня 2001, Пілар) — аргентинський футболіст, нападник італійського клубу «Лечче».
Виступав, зокрема, за клуб «Колон».

## Ігрова кар'єра
Народився 3 квітня 2001 року в місті Пілар. Вихованець футбольної школи клубу «Колон». Дорослу футбольну кар'єру розпочав 2019 року в основній команді того ж клубу, в якій провів чотири сезони, взявши участь у 74 матчах чемпіонату. 
До складу клубу «Лечче» приєднався 2024 року. Станом на 19 серпня 2024 року відіграв за клуб з Лечче 12 матчів в національному чемпіонаті.